# Базовская улица (Москва)
Ба́зовская улица (название утверждено 26 августа 1960 года) — улица в Москве в районе Западное Дегунино. Пересекается с Коровинским шоссе и является продолжением Клязьминской улицы.

## История

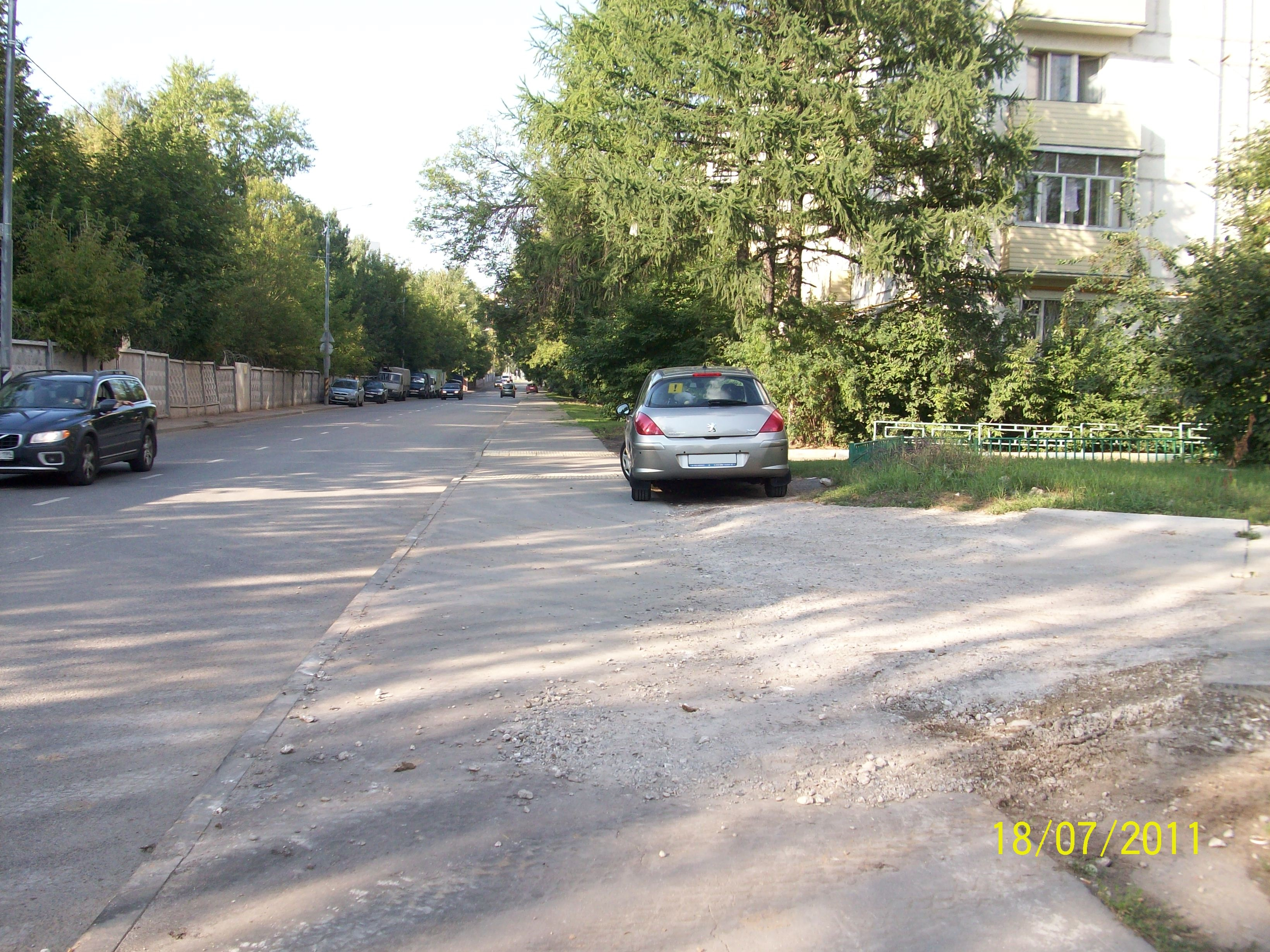
Вид на Базовскую улицу в 2011 году

Улица получила своё название в 1960 году, поскольку на ней располагалась база № 1 ГУМТО МПС Главного управления материально технического обеспечения МПС.
Сейчас на территории бывшей базы построен жилой микрорайон.

## Описание
Базовская улица начинается в промышленной зоне недалеко от железнодорожных линий Московского направления Октябрьской железной дороги (перегон «Ховрино» — «Левобережная»), проходит на восток, поворачивает на северо-восток, справа к ней примыкают Весенняя и Новая улицы, выходит на Коровинское шоссе напротив Клязьминской улицы.

## Здания и сооружения
По нечётной стороне:
- Дом 15 — Московская северная таможня, Ховринский таможенный пост;

По чётной стороне:
- Дом 16 — детская музыкальная школа № 63;
- Дом 20А, строение 2 — школа № 251 (с гимназическими классами);
- Дом 20А — школа № 1224 (с углубленным изучением английского языка);
- Дом 22Д — детский сад № 2311;
- Дом 24А — детский сад «Школа для малышей», начальная школа «Искатель»;
- Дом 26А — детский сад № 497.

## Транспорт
Электробус № т56 (Белорусский вокзал — Базовская улица) и автобус № 114 (метро «Войковская» — Базовская улица) — в названии этих маршрутов есть упоминание улицы. Примечательно, что конечная остановка этих маршрутов располагается на Коровинском шоссе и называется «Коровинское шоссе», несмотря на название маршрута. Маршруты названы по конечной диспетчерской станции. Относительно недалеко от улицы располагается железнодорожная станция Грачёвская (бывш. Ховрино). Базовская улица располагается в местности, относительно удалённой от метро. Начиная с 15.12.2018 от метро «Селигерская» непосредственно через Базовскую улицу и новый микрорайон «ЖК на Базовской» до платформы Ховрино (17.11.20 переименована в Грачёвскую) начал ходить изменённый маршрут автобуса № 191. В августе 2019 года появился маршрут электробуса т56 (Белорусский вокзал — Улица Базовская). До ближайшей станции метро — «Ховрино» начиная с 08.01.2020 можно добраться на автобусе № 673, проходящем непосредственно по улице Базовской (вокруг микрорайона «ЖК на Базовской»). Автобус № 571, проходя почти по всей улице, следует по маршруту МЦД Грачёвская — Микрорайон 4Д Отрадного.